# 노원어린이도서관
노원어린이도서관은 서울특별시 노원구 소재의 어린이 도서관이다.

## 연혁
- 2003년 2월 20일 개관.
- 2019년 2월 ~ 12월 리모델링.
- 2019년 12월 27일 재개관.

## 이용 안내
이용 시간
- 평일 09:00 ~ 18:00
- 주말 09:00 ~ 17:00

휴관일
- 매주 둘째·넷째 월요일
- 법정공휴일(단, 토·일요일은 법정공휴일과 겹칠 경우 휴관)